# 河野通宣 (左京大夫)
河野通宣（1522年—1581年／1570年），日本戰國時代至安土桃山時代的武將、大名。伊予國河野氏第38代當主。湯築城城主。父親是河野彈正少弼通直（一說是河野通存（河野通春的孫兒））。

## 生平
在大永2年（1522年）出生。天文12年（1543年），兄長兼河野氏當主河野通政死去，於是繼承家督。因為年幼，由父親通直擔任後見。
在繼任家督時期的河野氏，因為家臣謀反，以及豐後國大友氏、土佐國一條兼定的侵攻，在國內亦與宇都宮豐綱對立，領內陷入危機狀態。長大後，與亡兄通政同樣，與父親通直對立。天文22年（1553年），大野利直發起反亂。翌年（1554年），和田通興亦發起反亂。依靠重臣村上通康和平岡房實不斷遠征後，終於將反亂鎮壓，不過已經無力支配國內，於是與從前就是姻戚關係的中國地方的毛利元就結成同盟關係（實際上是從屬），因為得到以小早川隆景為中心的毛利軍支援，撃退土佐一條氏和伊予宇都宮氏。
在伊予國被侵略，以及家臣團離反等情況下，最終病倒。從仕於足利義輝的梅仙軒靈超於永祿5年（1562年）期間收到的書狀（『臼杵稻葉家文書』）內容判斷，應是中風。
因為沒有嗣子，在永祿11年（1568年）把家督讓予一族的河野牛福（後來的伊予守通直）後隱居。在天正9年（1581年）死去。而根據近年研究，在『高野山上藏院文書』中的「河野家御過去帳」記述，死去年份是永祿13年（1570年）期間。

## 外部連結
- 武家家伝＿河野氏 （页面存档备份，存于）